# St Austell
St Austell (Austol en cornique) est une ville des Cornouailles, en Angleterre. Située près de la côte sud du comté, elle en est la ville la plus peuplée avec 20 900 habitants en 2021.
L'église locale était dédiée à l'origine au saint breton Austol (en), mais elle est aujourd'hui dédiée à la Trinité.
La région de St Austell a longtemps constitué une importante réserve minière de kaolin.
Le complexe environnemental Eden Project, sur le thème de la nature et du développement durable, est près de la ville.

## Histoire
Le HMS Jason (J99) est parrainé par la communauté civile de St Austell pendant la campagne nationale du Warship Week (semaine des navires de guerre) en décembre 1941. Il est un navire hydrographique et un dragueur de mines de la classe Halcyon, construit pour la Royal Navy.

## Personnalités liées à la commune
- John William Colenso (1814-1883), le premier évêque anglican de la province du Natal ainsi qu'un mathématicien, un théologien et un réformateur social, y est né ;
- Nigel Martyn (né en 1966), ancien joueur de football au poste de gardien de but ;
- John Nettles, né à St Austell le 11 octobre 1943, acteur connu pour avoir interprété l'inspecteur Tom Barnaby ;
- Andy Reed (1969-), joueur de rugby à XV qui a joué avec l'équipe d'Écosse, y est né ;
- Ivan Sharrock (1941-), ingénieur du son, y est né ;
- Charles Singer (1876-1960) historien britannique en sciences, technologies et médecine, y est mort ;
- Dorothea Waley Singer (1882-1964), historienne des sciences et de la médecine, y est morte ;
- Alex Taylor (1957-), journaliste, animateur de radio et de télévision franco-britannique travaillant en France, y est né ;
- L. H. C. Tippett (1902-1985), statisticien anglais, y est né ;
- James Whetter (1935-2018), historien, écrivain britannique et critique littéraire spécialisé des Cornouailles et des langues brittoniques, y est né.